# Xã Ansel, Quận Cass, Minnesota
Xã Ansel (tiếng Anh: Ansel Township) là một xã thuộc quận Cass, tiểu bang Minnesota, Hoa Kỳ. Năm 2010, dân số của xã này là 97 người.